# Локомотив (хокейний клуб, Ярославль)
Хокейний клуб «Локомотив» — хокейний клуб з м. Ярославля, Росія. Заснований у 1959 році як ЯМЗ, з 1963 по 1964 — «Труд», з 1964 по 1965 — «Мотор», з 1965 по 2000 — «Торпедо», з 2000 — «Локомотив». Виступає у чемпіонаті Континентальної хокейної ліги.
Домашні ігри команда проводить в Універсальному культурно-спортивному комплексі «Арена-2000-Локомотив» (9070). Офіційні кольори клубу червоний, синій і білий.

## Досягнення
У вищій лізі — з 1987 року. 
- Чемпіон Росії (1997, 2002, 2003), срібний призер (2008, 2009), бронзовий призер (1998, 1999, 2005).

## Відомі гравці
Найсильніші гравці різних років:
- воротарі: С. Костюхін, В. Герасимов, С. Мильников, С. Ніколаєв, Єгор Подомацький, Віталій Єремєєв, А. Малков, М. Ламот;
- захисники: В. Кольцов, С. Лукічев, В. Крючков, Олексій Амелін, С. Усанов, О. Коміссаров, В. Шведов, Дмитро Красоткін, Сергій Жуков, Олег Полковников, А. Соболєв, Володимир Копать, Дмитро Юшкевич, Бретт Гауер;
- нападаники: В. Пачкалін, А. Віттенберг, С. Зайцев, Олексій Горшков, Д. Затевахін, А. Обухов, І. Масленніков, Олександр Зибін, Анатолій Львов, Андрій Тарасенко, С. Романов, А. Ардашев, Сергій Мартинюк, Олексій Трасеух, В. Самилін, Віталій Литвиненко, С. Корольов, Андрій Скабелка, С. Бердніков, Дмитро Панков, Р. Ляшенко, Володимир Антипов, Олександр Ніживій, Дмитро Власенков, Андрій Коваленко, Антон Бут, Ян Петерек, Дмитро Уткін, Геннадій Чурілов.

Тренували команду: С. Ніколаєв (1987—1990, 1993—1996), А. Данилов (1990—1992), Г. Мильников (1992—1993), П. Воробйов (1996—2000 і 2001), В. Крючков (2000—2001, 2003), Владімір Вуйтек (2001—2003), В. Юрзінов — мл. (2003), Юліус Шуплер (2003—2004), К. Хейккіля (2004—2005).

## Загибель команди 7 вересня 2011 року
Основна стаття: Авіакастрофа під Ярославлем 7 вересня 2011 року
7 вересня 2011 року о 16:02 за московським часом уся команда, тренерський штаб і обслуговчий персонал (36 осіб) загинули внаслідок авіакатастрофи літака Як-42 над Волгою. Серед загиблих було троє українців: Віталій Анікєєнко, Данило Собченко і Олександр В'юхін. Літак прямував на гру чемпіонату, яка мала відбутися 8 вересня в Мінську. Повідомляють, що 2 особи вижили.